# 舞動青春
《舞動青春》是迪士尼原創電視影集，由貝拉·索恩和辛蒂亞主演。在美國於2010年11月7日首播第一季，2011年9月18日首播第二季。第二季台灣於2012年5月27日開始每週日首播，另外於2012年7月20日到8月22日每週二到週六的0:30播出，目前第二季已播出28集。
本劇於2013年11月10日正式完結，全劇共3季75集。

## 故事背景
兩位女主角小琪和希希為能買新手機而參加自己最喜歡的電視節目，同時也是當地最火紅的知名舞蹈節目——《舞動芝加哥》（Shake It Up,Chicago!）試鏡，成功通過遴選成為旗下背景舞蹈舞者。她們除了要顧好校園與家庭生活，也要處理在節目中遇到的問題。
本劇是迪士尼電視影集中主演人數最多的作品。最高共有7位（第二季），打破了歷年來自《加油！桑妮》與《鬧青春》（So Random!）形成的至多「6人模式」，此模式仍由後續節目諸如《我愛夏莉》、《天才學園》、《小查與寇弟的頂級生活》等沿用......。第二部達到此紀錄的是《蕾蕾看世界》（第二季），飾演法高·明庫斯的科瑞·弗歌梅納斯原也是常設角色，直至第二季才榮升主演。第三部達到此紀錄的是《小潔的保姆日記》的衍生劇《夏令營》，不過這部戲一開始就是七位主演。
台版長久以來僅亂序播映前兩季共52集（除第1季第1集，且不分季直接以總集數於電視表顯示），美版第二季28集（49集）兼特別篇〈舞動青春：日本製造〉（Shake It Up: Made in Japan）即台版第50～52集。直到2020年3月23日才以原音方式接續播映第三季，5月7日全劇在台灣正式播畢。原版集數標題絕大多以「...It Up」做結尾。

## 角色

### 主要角色
- 希希莉亞“希希”·瓊斯（台）、茜茜莉亞“茜茜”·琼斯（中）（Cecelia[3]"CeCe" Jones）　演員：貝拉·索恩（國語配音：楊小黎[4]（第一季）→張乃文（第二季））

本劇共同女主（紅髮）與小琪閨密兼樓下鄰居，兩人為5歲時在芭蕾舞課認識（第二季第1集）。個性較好動且在校有眾多不良紀錄，常因許多言行狀況外及反應遲鈍連帶搞砸事情讓小琪感到不高興，有閱讀障礙（第4集）。儘管第1集她最初因怯場「呆」在聚光燈下而未能通過最終試鏡，但她最終還是於隔日正式錄影時在小琪幫助下被手銬「綁著」跳舞身獲蓋瑞賞識而正式錄取。
- 洛琪“小琪”·歐普拉·布魯（台）、拉科尔“洛琪”·奧普拉·布鲁（中）（Raquel[5]"Rocky" Oprah Blue[6]）　演員：辛蒂亞（國語配音：高幼帆（第一季）→胡念慈（第二季））

本劇共同女主（黑髮）與希希閨密兼樓上鄰居，暱稱是希希覺得她本名太饒口所取（第二季第1集）。個性較成熟規矩且有在校唯一全勤記錄。為人有時較死板暴躁，常對希希許多言行感到不高興甚至「擺臭臉」。對許多事情有獨特看法（如選美很膚淺），為素食者（第2集）。
- 泰勒“泰伊”·布魯（Tyler"Ty" Blue）　演員：羅森·費根（Roshon Fegan）（國語配音：鈕凱暘（第一季）→李勇（第二季））

小琪哥哥，常被妹妹與希希託付照顧小飛。第三季成為《舞动芝加哥》主持人，未來篇中與嘉嘉成為一對及小飛的員工。
- 小飛·瓊斯（台）、弗林·琼斯（中）（Flynn Jones）　演員：戴維斯·克里夫蘭（Davis Cleveland）（國語配音：孫若薇）

希希弟弟，常被姐姐託付在家給泰伊和杜斯照顧。心智較成熟，有時覺得媽媽、姐姐與小琪行為幼稚到「脫軌」，由於跟小琪很親密而視她如第二個姐姐。未來篇中提及成為電子遊戲公司老闆。
- 馬丁“杜斯”·馬丁尼[7]（台）、馬丁“杜斯”·马丁内斯（中）[8]（Martin "Deuce" Martinez）演員：亞當·伊里戈延（Adam Irigoyen）（國語配音：徐偉翔（第二季））

希希與小琪好友，常被兩人託付幫忙照顧小飛，也是最初兩人參與試鏡的推手。擁有許多親戚從事各行各業（第1季第21集/第2季第10集）。第2季開始於法蘭克叔叔（Uncle Frank）的脆提披薩（Crusty's Pizza）（第三季翻「可樂脆」）打工。與狄娜感情極親密，22年後第三季20集未來篇（Future It Up）中兩人已婚並有7子1女（結尾出世）。
- 甘特·海生海佛（台）、甘特·荷森海弗（中）（Gunther Greg Hessenheffer）　演員：肯顿·杜堤（Kenton Duty）（第一、二季）（國語配音：馬伯強）

外國交換生，孿生哥哥。常穿有名字開頭的衣服與在外人面前跟妹妹親密互動展現感情——斜開雙臂並說：我是甘特，我是嘉嘉/丁卡，我們是海生海佛（台）/荷森海弗兄妹（中）（"I'm Gunther"."and I'm Tinka"."And we are the Hessenheffers".）。母親史奎莎（Squitza）原為東歐某國公主，但因父親卡史萊克（Kashlack）為屠夫而使外公布魯斯國王（中）（King Brustrum，僅提及）不予承認婚姻，於是兩人只好被迫移民。說話設定有點德國口音（台版用較渾厚的聲音），且常以「寶貝（台）/北鼻（中）」做結尾，或出場時幾乎總是講“Hello Bay-Bee！”（bay-beee）。第二季結尾因簽證問題而被送回母國。
- 嘉嘉·海生海佛（台）、丁卡·荷森海弗（中）（Tinka Hessenheffer）　演員：卡洛琳·桑珊（Caroline Sunshine）（國語配音：孫若薇（第二季））

外國交換生，孿生妹妹。常穿有名字開頭的衣服與在外人面前跟哥哥親密互動展現感情。為人極度目中無人且說話態度高傲，尤其從劇集一開始就瞧不起希希與小琪，還總跟哥哥趁機昭告她倆根本不應該出來跳舞上節目。第三季原為哥哥回國傷心，但也使後來跟兩女與狄娜化敵為友。未來篇中與泰伊成為一對（Tynka 泰嘉/泰卡配），卡洛琳甚至在自己推特上承認了此配對。
原先草創初期試鏡中此角由史蒂芬妮·史考特飾演。歷年迪士尼頻道電視劇中，由於主演“潛規則”下最多為6人，所以此角第一季被記為常設角色，直至第二季才榮升主演。

### 次要角色
- 狄娜·賈西亞[9]（台）、（中）（Dina Garcia）　演員：安絲莉·贝利（Ainsley Bailey）（國語配音：孫若薇）

希希與小琪為杜斯撮合的女友，家中唯一女兒（第13集）。由於兩人衣著造型（都隨身帶耳機和穿夾克）、興趣與行為（會向同學推銷東西）極相似而常被他人暱稱「女版杜斯」。全名狄娜·瑪莉亞·路易莎·施瓦－賈西亞（台）/蒂娜·露丝雅·施瓦茲－加西亞（中）（Dina MariaLouisa Schwartz-Garcia）。個性有些強勢且唱歌難聽，說話設定有低沉布魯克林口音（台版用較高的聲音）。未來篇中與杜斯已婚育有7子1女（結尾出世），並繼承爸爸的商場。
杜娜配（Deucina）被許多觀眾認為可能是迪士尼頻道電視劇中，關係維持最久且自第一季第10集末到第三季26集（75）全劇終結（共經65集），甚至連演員安絲莉也承認兩人互動如同老夫妻。
- 蓋瑞·懷德（台）、加里·王尔德（中）（Gary Wilde）：演員：理查德·布蘭登·約翰遜（Richard Brandon Johnson）（國語配音：梁興昌（第一季））

《舞动芝加哥》執行製作人兼第一、二季主持人。常開出“優渥甜頭”讓希希與小琪/甘特與嘉嘉幫他「打雜」，似乎喜歡乔琪。
- 喬琪·瓊斯[12]（台）、乔治娅（亚）·琼斯（中）（Georgia Jones）　演員：安妮塔·巴羅恩（Anita Barone）、奧莉維亞·賀特（Olivia Holt）（少年）（國語配音：崔幗夫（第一季）→張乃文（第二季））

人稱瓊斯警官（Officer Jones）的單親媽媽，希希與小飛母親。常因工作繁多而無法在家陪伴兒女，有時言行思想比較極端，如第2季第1集對跟希希暗中離家的小飛說：回家後要把你像狗那樣用狗鍊綁起來。
- 亨利·迪倫（Henry Dillon）　演員：巴迪·漢德里臣（Buddy Handleson）（國語配音：劉小芸）

起初為杜斯為希希找的代數家教，後來與小飛成為好友。一個醫科與法律預科大學跳級生 第二季結束後不再登場。
- 瑪絲·布魯[13]（Marcie Blue）　演員：卡拉·雷納塔（Carla Renata）（國語配音：（第一季））

泰伊與小琪母親，料理功夫了得。
- 柯提斯·布魯（台）（Curtis Blue）　演員：菲爾·莫里斯（Phil Morris）（國語配音：（第二季））

泰伊與小琪父親，一個在非洲行醫的醫生。

### 客串角色
- 唐·里奧·加西亚（台）、唐加里·加西亚（中）（Don Rio Garcia） 演員：約翰·德阿奎諾（John D'Aquino）（國語配音：梁興昌）（第一季第13集）

狄娜父親，中庭商場/中心商場（中）（Atrium Mall）老闆（第10集末），台版特稱「李大爺」。為測試杜斯是否誠心而將寵物－小豬粉粉（台）/小手指（中）（Pinkie）託付，最後因小豬「不見」而使杜斯決定攬責認錯。不過這僅是唐看他是否會抖出女兒而作的考驗，事實上小豬被狄娜藏了起來，所以表示杜斯通過測試得到其認可。手下是 "Isquierda/Derecha"（伊奇亞多和德雷查（台）/左膀和右臂（中）），含意分別是西班牙語「左/右」。
- 戴特妮（Destiny） 演員：亞歷山德拉“艾莉”·德伯里（Alexandria "Allie" DeBerry）（國語配音：劉小芸）（第一季第8集）

小飛喜歡的女生，後來成功與她聊天。
- 甘蒂·周（台）、曹凱蒂（中）（Candy Cho）演員：夏勒特·鄭（Charlet Chung）（第一季第11集）

老是跟小琪爭第一的啦啦隊員（而且皆在各式比賽打敗小琪），讓她每次看到她都咬牙切齒，為人極度臭屁。
- 蘿妮·簡森（台）、罗妮（中）（Ronnie Jenson） 演員：安娜莉絲·梵·德·波（Anneliese Van Der Pol）（第一季第15集）

《舞动芝加哥》初代舞者，被節目請來做15周年回顧。因搭檔當年幫自己男友作急救，導致誤解落下心結憤而互相絕交。直到希希與小琪從中調解，搭檔也恰巧講出她為小孩取自己名字（她也一樣），對方聽到後極為感動才原諒對方。
- 阿傑·瓊斯（台）[15]、J.J·琼斯（中）（J.J. Jones）演員：馬修·格雷夫（Matthew Glave）

希希與小飛父親。已跟妻子離婚並住在佛羅里達。雖小琪認為兩人感情好，不過2姊弟皆認定「正是已離婚才感情更好」。結尾中已準備戒指向居於當地的女友凱西求婚（前妻也極度贊同且祝福）。現實中他和喬琪演員為貨真價實的夫妻。

## 注解
1. ↑  本翻譯出於原文歌詞最後一句，台版直至第二季播出才有歌詞字幕（第28集開始出現但不固定，直至第40集後才固定）
2. ↑  .   [2012-08-07]. （原始内容存档于2012-10-02）.
3. ↑  第一季第2集，台版翻「西西莉亞」/中版網路字幕組翻「賽西莉亞」。
4. ↑  小黎配音的迪士尼新影集<舞動青春SHAKE IT UP> （页面存档备份，存于）。
5. ↑  第一季第2集，直譯應是「拉蔻儿」。第二季第1集台版翻「拉琪」/中版網路字幕組翻「拉奎尔」。
6. ↑  全名登場於原版第54集/台版第58集。
7. ↑  第3季姓氏翻「馬丁尼茲」
8. 1 2  第2季第24集
9. ↑  第1季姓氏譯為「加西亞」
10. 第10集初登場時譯為「迪娜」
11. ↑  中版網路字幕組未翻出此名
12. ↑  第1季12集、第2季21集
13. ↑  第2季11集
14. ↑  又叫做「戴安購物城」
15. ↑  第2季16集

## 外部連結
- 官方網站（英文） （页面存档备份，存于）
- 官方網站（台灣）
- Shake It Up維基（英文） （页面存档备份，存于）